# Thomas Tennhardt
Thomas Tennhardt ist ein deutscher Biologe und Landschaftsplaner. Seit 2010 ist er Leiter des Fachbereichs Internationales beim Naturschutzbund Deutschland (NABU). Von 2013 bis 2019 war er einer der drei Vizepräsidenten des NABU. Von 2010 bis 2019 war er hauptamtlicher Vorsitzender der Stiftung NABU International.

## Hintergrund
Tennhardt war 1990 in Ost-Berlin Gründungsvorsitzender des heutigen Landesverbandes des NABU. Zudem war er Büroleiter von Josef Göppel. Dieser ist seit 2002 Mitglied des Deutschen Bundestages und Obmann der CDU/CSU-Bundestagsfraktion im Ausschuss für Umwelt, Naturschutz und Reaktorsicherheit.
Als wissenschaftlicher Assistent unterstützte Tennhardt an der Universität Greifswald den ersten Lehrstuhl für Internationalen Naturschutz in Deutschland. Thomas Tennhardt ist Gründungsmitglied des ostdeutschen Umweltnetzwerkes Grüne Liga, die er auch am Berliner Runden Tisch vertrat.
Tennhardt kennt die Naturräume Osteuropas, der Russischen Föderation, des Kaukasus und Zentralasiens durch viele Reisen und leitete dort Naturschutzprojekte. Die Ausweisung von UNESCO-Biosphärenreservaten und -Welterbegebieten hat er maßgeblich unterstützt. Von 2004 bis 2008 vertrat er den NABU im Europavorstand von Birdlife International.
Er ist Mitglied im Stiftungsrat der Michael Succow Stiftung und der Stiftung Deutsche Landschaften.